# Vesoul
Vesoul je naselje in občina v vzhodni francoski regiji Franche-Comté, prefektura departmaja Gornje Saone. Leta 2011 je naselje imelo 15.623 prebivalcev.

## Geografija
Kraj leži v vzhodni Franciji ob reki Durgeon, levem pritoku Saone.

## Administracija
Vesoul je sedež dveh kantonov:
- Kanton Vesoul-Vzhod (del občine Vesoul, občine Colombier, Comberjon, Coulevon, Frotey-lès-Vesoul, Montcey, Navenne, Quincey, Varogne, Vellefrie, La Villeneuve-Bellenoye-et-la-Maize, Villeparois, Vilory),
- Kanton Vesoul-Zahod (del občine Vesoul, občine Andelarre, Andelarrot, Chariez, Charmoille, Échenoz-la-Méline, Montigny-lès-Vesoul, Mont-le-Vernois, Noidans-lès-Vesoul, Pusey, Pusy-et-Épenoux, Vaivre-et-Montoille: 33.093 prebivalci).

Naselje je prav tako sedež okrožja, v katerega so poleg njegovih dveh vključeni še kantoni Amance, Autrey-lès-Gray, Champlitte, Combeaufontaine, Dampierre-sur-Salon, Fresne-Saint-Mamès, Gray, Gy, Jussey, Marnay, Montbozon, Noroy-le-Bourg, Pesmes, Port-sur-Saône, Rioz, Scey-sur-Saône-et-Saint-Albin in Vitrey-sur-Mance s 129.938 prebivalci.

## Zgodovina
Vesoul se prvikrat omenja v dokumentu iz leta 899 kot Castrum Vesulium v pomenu utrjenega kraja. V 11. stoletju je osrednja točka kraja postala utrdba, zgrajena na vrhu hriba La Motte, znotraj njenega obzidja pa so se umestile prve hiše. Kasnejše stavbe so bile ob pomanjkanju prostora zgrajene zunaj obzidja, na pobočju hriba. 
Vesoul je bil od 27. januarja do 8. junija 1814 glavno mesto tampomnske države, ustanovljene ob propadu Imperija, kratkotrajne Kneževine Franche-Comté, Vogezov in Porrentruya.

## Zanimivosti
- Vieux Vesoul z Musée Garret,
- hrib La Motte,
- mesto cokel,
- festival Jacques Brel,
- festival azijskega filma.

## Pobratena mesta
- Gerlingen (Nemčija).